# Mentuhotep II

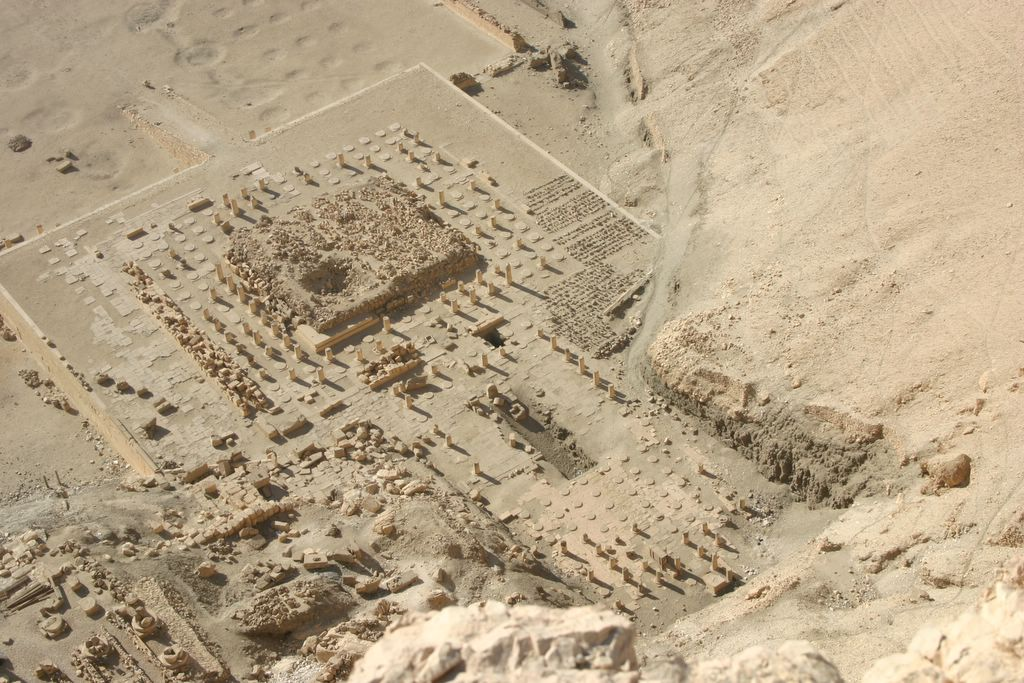
Mentuhotep II:s begravningstempel i Deir el Bahri

Mentuhotep II, alternativ stavning är Montuhotep, var en fornegyptisk farao av den elfte dynastin vars regeringstid var från 2046 till 1995 f.Kr. Hans namn betyder "guden Mont är tillfreds".
Mentuhotep II regerade från Thebe och lyckades omkring 2040 f.Kr. besegra den nionde/tionde dynastin i Herakleopolis och ena Egypten. Därför betraktas han även som den första härskaren av det Mellersta riket.
Mentuhotep II var son till farao Intef III och drottning Iah. I Deir el-Bahari lät han uppföra sitt terrasserade gravtempel och sin familjs gravar. Han efterträddes på tronen av sin son Mentuhotep III.